# NGC 2987
NGC 2987 este o galaxie spirală situată în constelația Sextantul. A fost descoperită în 25 martie 1884 de către Édouard Stephan⁠(d).